# ジェフ・ハーディング
ジェフ・ハーディング（Jeff Harding、男性、1965年2月5日 - ）は、オーストラリアのプロボクサー。身長183cm、リーチ187cm。ニューサウスウェールズ州シドニー出身。元WBC世界ライトヘビー級王者。

## 来歴
1986年11月7日、プロデビュー。
1988年4月28日、OPBF東洋太平洋ライトヘビー級王者ダグ・サム（オーストラリア）と対戦し、5回TKO勝ちで王座を獲得した。
1989年3月1日、後にUFC 1に出場したアート・ジマーソン（アメリカ）と対戦し、3-0の大差判定勝ち。
1989年5月12日、ネストール・ジョバンニーニ（アルゼンチン）と対戦し、3-0の判定勝ち。
1989年6月24日、WBC世界ライトヘビー級王者デニス・アンドリュース（イギリス）と対戦し、12回TKO勝ちで王座を獲得した。
1990年3月18日、2度目の防衛戦でネストール・ジョバンニーニと再戦し、11回TKO勝ちで防衛に成功した。
1990年7月28日、3度目の防衛戦でデニス・アンドリュースと再戦し、7回KO負けで王座から陥落。キャリア初黒星となった。
1991年9月11日、デニス・アンドリュースとラバーマッチで対戦し、2-0の僅差判定勝ちで王座に返り咲いた。
1992年6月5日、元WBA世界スーパーミドル級王者クリストフ・ティオゾ（フランス）と対戦し、8回TKO勝ちで初防衛に成功。ティオゾの2階級制覇を阻止した。
1992年12月3日、デビッド・ビター（アメリカ）と対戦し、3-0の判定勝ちで2度目の防衛に成功した。
1994年7月23日、WBC世界ライトヘビー級王座統一戦で暫定王者マイク・マッカラム（ジャマイカ）と対戦し、0-3の判定負けで王座から陥落。この試合を最後に引退した。

## 獲得タイトル
- 第15代WBC世界ライトヘビー級王座（防衛2度）
- 第17代WBC世界ライトヘビー級王座（防衛2度）